# Рубио, Рики
Рикард «Рики» Рубио Вивес (исп. Ricard "Ricky" Rubio Vives; род. 21 октября 1990, Эль-Масноу, провинция Барселона, Испания) — испанский профессиональный баскетболист, разыгрывающий защитник, играющий за клуб «Ховентут». Был выбран на драфте НБА 2009 года под общим пятым номером. Двукратный призёр Олимпийских игр (2008 и 2016), чемпион мира (2019) и двукратный чемпион Европы (2009 и 2011) в составе национальной сборной.

## Биография
Рикки Рубио воспитанник юношеской команды бадалонского клуба «Ховентут», с 15 лет играет в основной команде. При росте всего 193 см и отсутствии выдающейся физической силы, преимуществом испанца являются длинные руки и быстрые ноги. Взрывная скорость, прекрасное чтение игры, нацеленность на перехват, хладнокровие, игроцкая наглость, выносливость. В 2007 и 2008 годах признавался лучшим молодым баскетболистом Европы по версии ФИБА, в 2008 году стал обладателем титула Мистер Европа (лучший баскетболист Европы по версии авторитетного итальянского журнала Superbasket). В 2009 году объявил о своём желании играть в НБА и выставил свою кандидатуру на драфт. На драфте 2009 года был выбран под пятым номером командой «Миннесота Тимбервулвз», хотя аналитики предполагали, что Рубио будет выбран в первой тройке.

### Ховентут (2005—2009)

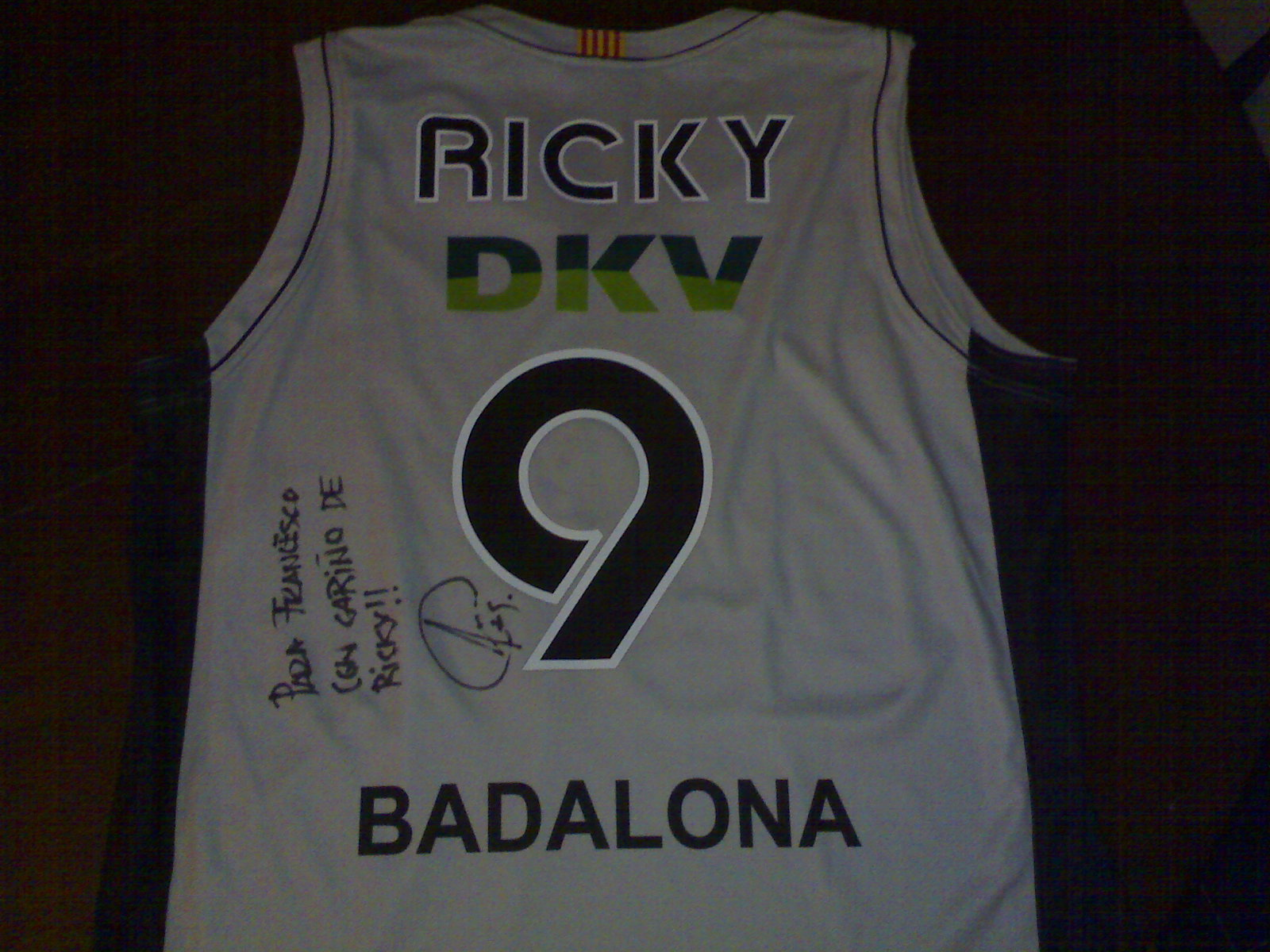
Майка с автографом Рикки Рубио (2009)

Рубио дебютировал в испанской лиге ACB в составе «Ховентута» в сезоне 2005/06. Вместе с командой он завоевал Кубок вызова ФИБА в этом же году. Являлся лидером испанской лиги ACB по перехватам в течение сезона 2006-07. Он также завоевал звание лучшего молодого игрока (англ. Rising Star Award) чемпионата Испании в этом же сезоне. Дебют баскетболиста в Евролиге состоялся в выездном матче против «Панатинаикоса», в качестве резервного разыгрывающего сменял Элмера Беннетта. В своем первом сезоне Евролиги Рубио делал 2,8 передачи в среднем за игру игры.
Сезон-2007/08 стал удачным для Рикки Рубио, вместе с «Ховентудом» завоевал Кубок УЛЕБ. За 21 минуту игрового времени, Рикки набирал 7,6 очка, делал 4,5 передачи и 2,4 перехвата. Выдающейся баскетбол юный испанец показал в матче против «Тюрк Телекома», сделав дабл-дабл из 29 очков и 10 передач. В этом же году Рикки Рубио награждён призом ФИБА-Европы «Молодой игрок года», став победителем голосования среди специалистов и болельщиков.

### Барселона (2009—2011)
Менеджеру «Миннесоты» Дэвиду Каану не удалось договориться о выкупе контракта Рубио у «Ховентуда», руководство которого требовало сумму, превышающую лимит НБА в 500 тысяч долларов. 1 сентября 2009 года «Барселона» приобрела Рубио за 3,5 млн евро и подписала с ним контракт на шесть лет. Контракт Рики с «Барселоной» позволял ему после окончания сезона 2010/11 отправиться в НБА, если его новый клуб («Тимбервулвз» сохраняли права на Рубио, если он окажется в НБА) выплатит компенсацию в 1,4 млн долларов.
Рубио был признан лучшим разыгрывающим чемпионата Испании в 2008 и 2010 годах. Вместе с «Барселоной» он выиграл Евролигу в сезоне 2009/10.

### Миннесота Тимбервулвз (2011—2017)

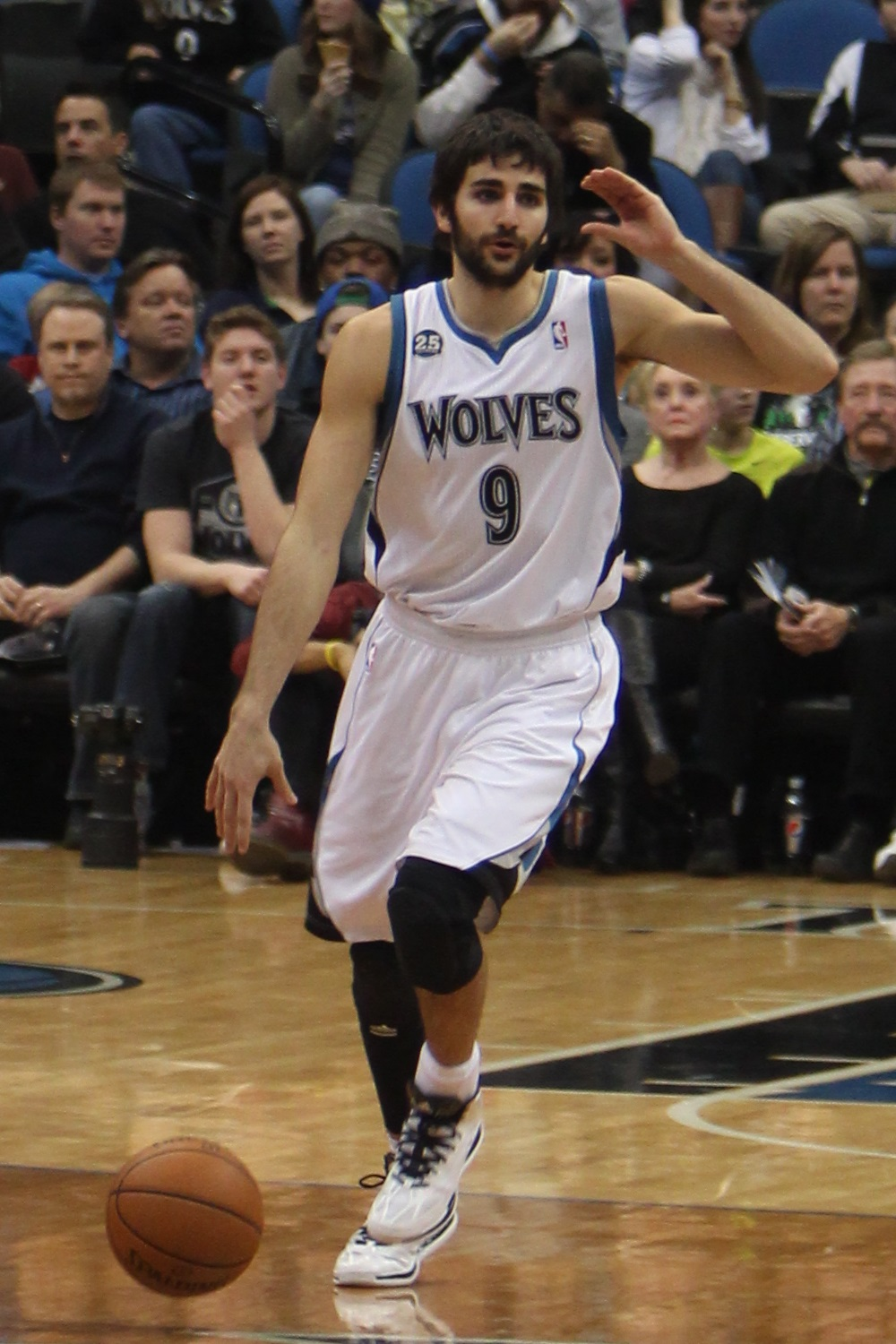
Рубио в составе «Тимбервулвз» в 2014 году

5 июня 2011 года 20-летний испанский разыгрывающий Рики Рубио, после не очень успешного сезона проведенного в Барселоне (в среднем 3.4 очка, 3 подбора и 3 передачи за матч чемпионата Испании), подписал контракт с клубом «Миннесота Тимбервулвз». В первом предсезонном матче трибуны встретили выход испанца продолжительными овациями, а два действия разыгрывающего в итоге попали в хит-парад лучших моментов дня.
9 марта 2012 года в матче регулярного чемпионата НБА против «Лейкерс» Рикки Рубио получил травму, столкнувшись с Коби Брайантом. Углубленное медицинское обследование Рубио подтвердило разрыв крестообразных связок. Из-за чего пропустил остаток сезона НБА и Олимпийские игры в Лондоне. По итогам сезона 2011/12 был включён в первую сборную новичков сезона в НБА.
31 октября 2014 года подписал 4-летний контракт с «Тимбервулвз» на 56 млн долларов. 7 ноября 2014 года получил тяжёлую травму в игре против «Орландо Мэджик». Вернулся на площадку 2 февраля 2015 года, 2 марта 2015 года сделал 4-й трипл-дабл в НБА (18 очков, 11 передач и 12 подборов в проигранном матче против «Клипперс»). В апреле 2015 года перенёс операцию.
28 октября 2015 года в первом матче сезона набрал рекордные в карьере 28 очков в игре против «Лос-Анджелес Лейкерс». 16 декабря 2015 года был близок к квадрупл-даблу: 12 передач, 10 подборов, 9 очков и 8 перехватов в матче против «Нью-Йорк Никс».
4 марта 2017 года сделал свой 5-й трипл-дабл в НБА: 11 очков, 10 передач и 13 подборов в матче против «Сан-Антонио Спёрс» (90-97 ОТ). 13 марта 2017 года набрал 22 очка и сделал рекордные в истории «Тимбервулвз» 19 передач (победа 119-104 над «Вашингтон Уизардс»). 30 марта 2017 года набрал рекордные в карьере 33 очка в игре против «Лейкерс».

### Юта Джаз (2017—2019)
30 июня 2017 года «Миннесота» обменяла Рубио в «Юту» на выбор в первом раунде драфта НБА 2017 года.
В первом сезоне за «Джаз» провёл 77 матчей в регулярном сезоне (29,3 минуты, 13,1 очка, 5,3 передачи, 4,6 подбора). 3 февраля 2018 года набрал рекордные в карьере 34 очка в матче против «Сан-Антонио Спёрс». Также Рубио показал лучшую в карьере среднюю точность бросков с игры (41,8 %) и трёхочковых (35,2 %).
Впервые в карьере Рики сыграл в плей-офф НБА, в первом раунде «Джаз» сумели обыграть команду «Оклахома-Сити Тандер» (4-2), Рубио сделал трипл-дабл в третьей игре серии (26 очков, 11 подборов и 10 передач). Это был первый трипл-дабл для игрока «Джаз» в матчах плей-офф с 2001 года, когда это удалось Джону Стоктону. В последней игре серии Рубио получил травму и пропустил серию против «Хьюстон Рокетс» (1-4).
В сезоне 2018/19 играл наименьшие в карьере 27,9 минуты в среднем за матч. Рубио набирал 12,7 очка, делал 6,1 передачи и 3,6 подбора в среднем. В первом раунде плей-офф «Юта» уступила «Рокетс» (1-4).

### Финикс Санз (2019—2020)
8 июля 2019 года подписал 3-летний контракт с «Финикс Санз» на сумму 51 млн долларов. 23 октября 2019 года в своей дебютной игре против «Сакраменто Кингз» набрал 11 очков, сделал 11 передач, 6 подборов и 4 перехвата. Рубио повторил рекорд клуба по количеству передач в дебютной игре. В третьей игре сезона против своего бывшего клуба «Юта Джаз» был близок к трипл-даблу — 10 очков, 10 подборов и 8 передач за 28 минут. 16 декабря 2019 года сделал первый трипл-дабл в составе «Санз»: 10 очков, 11 подборов и 14 передач в игре против «Трэйл Блэйзерс» (110-111). 8 марта 2020 года сделал второй трипл-дабл в составе «Санз» в игре против «Милуоки Бакс» (140-131) — 25 очков, 13 подборов и 13 передач.

### Миннесота Тимбервулвз (2020—2021)
16 ноября 2020 года Рубио был отправлен в клуб «Оклахома-Сити Тандер» в результате обмена с участием Криса Пола. Через 4 дня он и драфт права на Джейдена Макдэниэлса были обменяны в «Миннесота Тимбервулвз» на Джеймса Джонсона, драфт права на Алексея Покушевского (17-й пик) и выбором во втором раунде драфта 2024 года.

### Кливленд Кавальерс (2021—2024)

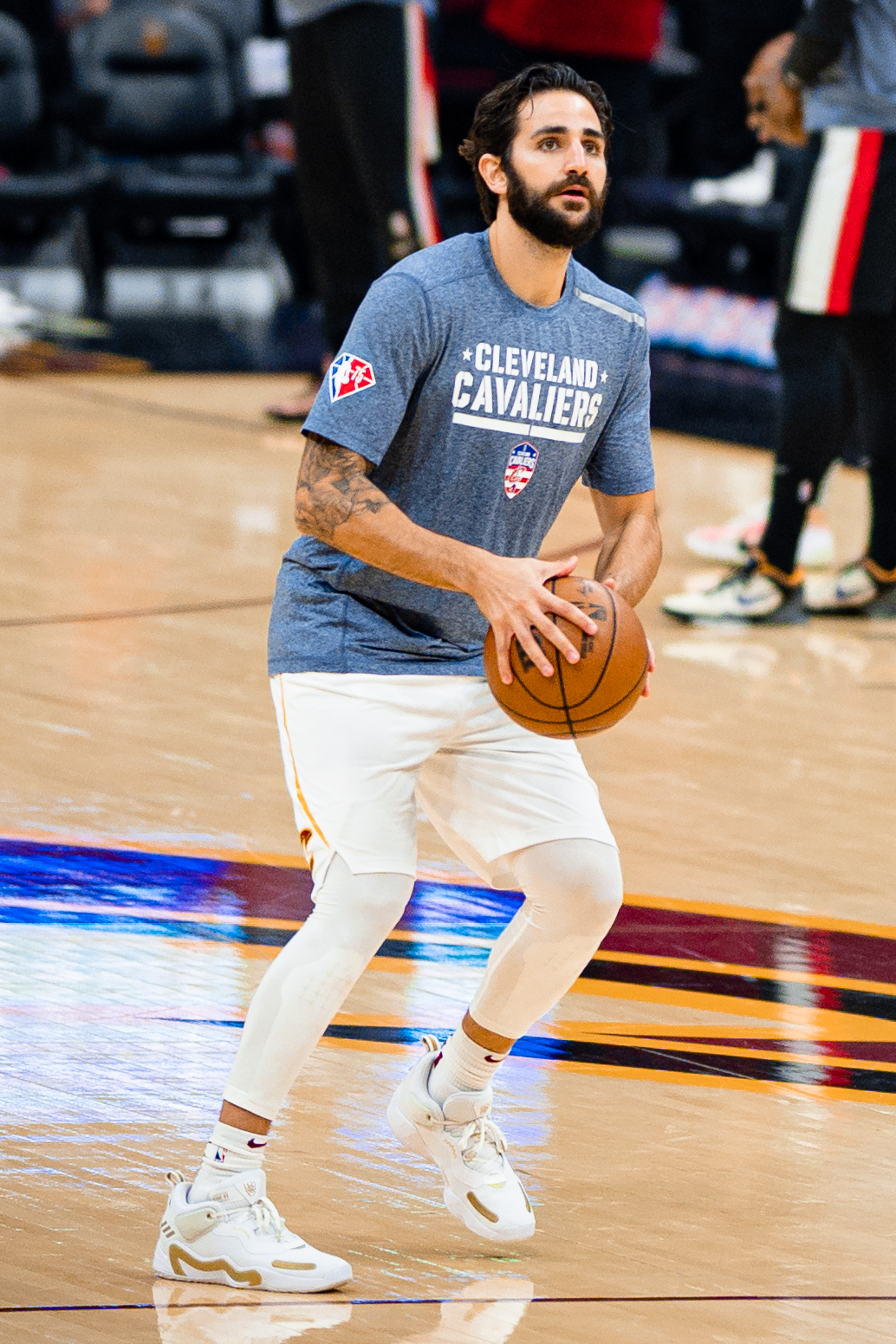
Рубио в составе «Кливленд Кавальерс»

3 августа 2021 года Рубио перешёл в «Кливленд Кавальерс» в обмен на Торина Принса. 7 ноября Рубио набрал рекордные в карьере 37 очков и реализовал рекордные в карьере 8 трёхочковых, а также 10 передач в победе над «Нью-Йорк Никс» со счетом 126-109. 3 декабря Рубио сделал 5000-ю результативную передачу в карьере. 28 декабря он порвал крестообразную связку колена во время игры с «Нью-Орлеан Пеликанс», а на следующий день было подтверждено, что это травма, заканчивающая сезон.
После травмы Рубио «Кливленд» вынужден был искать для него замену, и 6 февраля 2022 года Рубио был обменян в «Индиану Пэйсерс» на Кариса Леверта. Летом 2022 года у Рубио закончился контракт с «Индианой» и он стал свободным агентом, после чего Рубио подписал контракт с «Кливлендом» на три года.
4 января 2024 года Рубио и «Кавальерс» договорились о выкупе контракта. Позже в тот же день Рубио объявил о своем уходе из НБА в социальных сетях.

### Барселона (2024)
В феврале 2024 года подписал контракт до конца сезона 2023/24 с «Барселоной». В Евролиге и чемпионате Испании играл в среднем около 18 минут за матч. Его контракт с «Барселоной» истек в июне 2024 года, и он не подписал контракт ни с одной командой на сезон 2024/25.

### Возвращение в «Ховентут» (2025—настоящее время)
22 июля 2025 года «Ховентут» объявил о возвращении Рубио. Игрок подписал однолетний контракт спустя 16 лет после ухода из клуба, в котором он играл в детстве.

### Сборная Испании
В 2006 году Рубио выиграл «золото» на юношеском (до 16 лет) чемпионате Европы. По ходу Рубио сделал два трипл-дабла и один квадрупл-дабл. В финале против сборной России (110:106 — победа Испании в двух овертаймах) Рикки набрал 51 очко, сделал 24 подбора, 12 передач и 7 перехватов, причём сравнял счет на исходе основного времени трёхочковым с центра площадки.
В составе сборной Испании Рубио становился серебряным призёром Олимпийских игр 2008 года и чемпионом Европы 2009 года. Он стал самым юным игроком, когда-либо игравшим в финале баскетбольного олимпийского турнира.
В 2019 году был признан самым ценным игроком чемпионата мира в Китае, на котором сборная Испании завоевала золотые медали, выиграв все 8 матчей. Также был включён в символическую сборную турнира. В четвертьфинале против Польши (90-78) Рубио был лучшим в своей сборной по очкам (19), подборам (5) и передачам (9). В финале против сборной Аргентины (95-75) Рубио набрал 20 очков.

## Статистика

### Статистика в НБА
| Сезон                                                                                    | Команда   | Регулярный сезон | Регулярный сезон | Регулярный сезон | Регулярный сезон | Регулярный сезон | Регулярный сезон | Регулярный сезон | Регулярный сезон | Регулярный сезон | Регулярный сезон | Регулярный сезон | Серия плей-офф | Серия плей-офф | Серия плей-офф | Серия плей-офф | Серия плей-офф | Серия плей-офф | Серия плей-офф | Серия плей-офф | Серия плей-офф | Серия плей-офф | Серия плей-офф |
| Сезон                                                                                    | Команда   | GP               | GS               | MPG              | FG%              | 3P%              | FT%              | RPG              | APG              | SPG              | BPG              | PPG              | GP             | GS             | MPG            | FG%            | 3P%            | FT%            | RPG            | APG            | SPG            | BPG            | PPG            |
| ---------------------------------------------------------------------------------------- | --------- | ---------------- | ---------------- | ---------------- | ---------------- | ---------------- | ---------------- | ---------------- | ---------------- | ---------------- | ---------------- | ---------------- | -------------- | -------------- | -------------- | -------------- | -------------- | -------------- | -------------- | -------------- | -------------- | -------------- | -------------- |
| 2011/12                                                                                  | Миннесота | 41               | 31               | 34,2             | 35,7             | 34,0             | 80,3             | 4,2              | 8,2              | 2,2              | 0,2              | 10,6             | Не участвовал  | Не участвовал  | Не участвовал  | Не участвовал  | Не участвовал  | Не участвовал  | Не участвовал  | Не участвовал  | Не участвовал  | Не участвовал  | Не участвовал  |
| 2012/13                                                                                  | Миннесота | 57               | 47               | 29,7             | 36,0             | 29,3             | 79,9             | 4,0              | 7,3              | 2,4              | 0,1              | 10,7             | Не участвовал  | Не участвовал  | Не участвовал  | Не участвовал  | Не участвовал  | Не участвовал  | Не участвовал  | Не участвовал  | Не участвовал  | Не участвовал  | Не участвовал  |
| 2013/14                                                                                  | Миннесота | 82               | 82               | 32,2             | 38,1             | 33,1             | 80,2             | 4,2              | 8,6              | 2,3              | 0,1              | 9,5              | Не участвовал  | Не участвовал  | Не участвовал  | Не участвовал  | Не участвовал  | Не участвовал  | Не участвовал  | Не участвовал  | Не участвовал  | Не участвовал  | Не участвовал  |
| 2014/15                                                                                  | Миннесота | 22               | 22               | 31,5             | 35,6             | 25,5             | 80,3             | 5,7              | 8,8              | 1,7              | 0,0              | 10,3             | Не участвовал  | Не участвовал  | Не участвовал  | Не участвовал  | Не участвовал  | Не участвовал  | Не участвовал  | Не участвовал  | Не участвовал  | Не участвовал  | Не участвовал  |
| 2015/16                                                                                  | Миннесота | 76               | 76               | 30,6             | 37,4             | 32,6             | 84,7             | 4,3              | 8,7              | 2,1              | 0,1              | 10,1             | Не участвовал  | Не участвовал  | Не участвовал  | Не участвовал  | Не участвовал  | Не участвовал  | Не участвовал  | Не участвовал  | Не участвовал  | Не участвовал  | Не участвовал  |
| 2016/17                                                                                  | Миннесота | 75               | 75               | 32,9             | 40,2             | 30,6             | 89,1             | 4,1              | 9,1              | 1,7              | 0,1              | 11,1             | Не участвовал  | Не участвовал  | Не участвовал  | Не участвовал  | Не участвовал  | Не участвовал  | Не участвовал  | Не участвовал  | Не участвовал  | Не участвовал  | Не участвовал  |
| 2017/18                                                                                  | Юта       | 77               | 77               | 29,3             | 41,8             | 35,2             | 86,6             | 4,6              | 5,3              | 1,6              | 0,1              | 13,1             | 6              | 6              | 30,1           | 35,4           | 31,3           | 78,3           | 7,3            | 7,0            | 1,3            | 0,5            | 14,0           |
| 2018/19                                                                                  | Юта       | 68               | 67               | 27,9             | 40,4             | 31,1             | 85,5             | 3,6              | 6,1              | 1,3              | 0,1              | 12,7             | 5              | 5              | 33,5           | 42,4           | 20,0           | 85,0           | 3,2            | 8,6            | 2,4            | 0,2            | 15,4           |
| 2019/20                                                                                  | Финикс    | 65               | 65               | 31,0             | 41,5             | 36,1             | 86,3             | 4,7              | 8,8              | 1,4              | 0,2              | 13,0             | Не участвовал  | Не участвовал  | Не участвовал  | Не участвовал  | Не участвовал  | Не участвовал  | Не участвовал  | Не участвовал  | Не участвовал  | Не участвовал  | Не участвовал  |
| 2020/21                                                                                  | Миннесота | 68               | 51               | 26,1             | 38,8             | 30,8             | 86,7             | 3,3              | 6,4              | 1,4              | 0,1              | 8,6              | Не участвовал  | Не участвовал  | Не участвовал  | Не участвовал  | Не участвовал  | Не участвовал  | Не участвовал  | Не участвовал  | Не участвовал  | Не участвовал  | Не участвовал  |
| 2021/22                                                                                  | Кливленд  | 34               | 8                | 28,5             | 36,3             | 33,9             | 85,4             | 4,1              | 6,6              | 1,4              | 0,2              | 13,1             | Не участвовал  | Не участвовал  | Не участвовал  | Не участвовал  | Не участвовал  | Не участвовал  | Не участвовал  | Не участвовал  | Не участвовал  | Не участвовал  | Не участвовал  |
| 2022/23                                                                                  | Кливленд  | 33               | 2                | 17,2             | 34,3             | 25,6             | 80,0             | 2,1              | 3,5              | 0,8              | 0,2              | 5,2              | 3              | 0              | 5,7            | 0,0            | -              | -              | 2,0            | 1,0            | 0,3            | 0,0            | 0,0            |
|                                                                                          | Всего     | 698              | 603              | 29,6             | 38,8             | 32,4             | 84,3             | 4,1              | 7,4              | 1,8              | 0,1              | 10,8             | 14             | 11             | 26,1           | 38,4           | 26,9           | 81,4           | 4,7            | 6,3            | 1,5            | 0,3            | 11,5           |
| Наведите курсор мыши на аббревиатуры в заголовке таблицы, чтобы прочесть их расшифровку. |           |                  |                  |                  |                  |                  |                  |                  |                  |                  |                  |                  |                |                |                |                |                |                |                |                |                |                |                |

### Трипл-даблы (6+1)
6 в регулярных сезонах и 1 в плей-офф (выделены бирюзовым)
| №  | Сезон   | Дата        | Клуб                  | Соперник                | Счёт       | Минуты | Очки | Подборы | Передачи | Прхв | БШ | Ссылка |
| 1  | 2012/13 | 12 мар 2013 | Миннесота Тимбервулвз | Сан-Антонио Спёрс       | 107-83     | 35     | 21   | 13      | 12       | 0    | 1  |        |
| 2  | 2013/14 | 10 ноя 2013 | Миннесота Тимбервулвз | Лос-Анджелес Лейкерс    | 113-90     | 38     | 12   | 10      | 14       | 5    | 0  |        |
| 3  | 2013/14 | 19 мар 2014 | Миннесота Тимбервулвз | Даллас Маверикс         | 123-122 ОТ | 49     | 22   | 10      | 15       | 4    | 1  |        |
| 4  | 2014/15 | 2 мар 2015  | Миннесота Тимбервулвз | Лос-Анджелес Клипперс   | 105-100    | 40     | 18   | 12      | 11       | 1    | 0  |        |
| 5  | 2016/17 | 4 мар 2017  | Миннесота Тимбервулвз | Сан-Антонио Спёрс (2)   | 90-97 ОТ   | 43     | 11   | 13      | 10       | 3    | 0  |        |
| 1* | 2017/18 | 21 апр 2018 | Юта Джаз              | Оклахома-Сити Тандер    | 115-102    | 37     | 26   | 11      | 10       | 2    | 1  |        |
| 6  | 2019/20 | 17 дек 2019 | Финикс Санз           | Портленд Трэйл Блэйзерс | 110-111    | 34     | 10   | 11      | 14       | 2    | 0  |        |

### Статистика в других лигах
| Сезон | Команда              | Лига                 | GP  | GS  | MPG  | FG%  | 3P%  | FT%  | RPG | APG | SPG | BPG | PFL | TOV | PPG  |
| --- | -------------------- | -------------------- | --- | --- | ---- | ---- | ---- | ---- | --- | --- | --- | --- | --- | --- | ---- |
| 2005/06 | Ховентут             | Чемпионат Испании    | 14  | 0   | 7,8  | 47,4 | 66,7 | 70,0 | 1,1 | 0,7 | 1,0 | 0,1 | 1,5 | 0,9 | 2,6  |
| 2006/07 | Все клубы            | Все лиги             | 59  | 20  | 19,1 | 37,4 | 23,8 | 71,0 | 2,5 | 2,3 | 2,3 | 0,1 | 2,6 | 1,4 | 4,2  |
| 2006/07 | Ховентут             | Чемпионат Испании    | 43  | 20  | 19,2 | 38,2 | 25,8 | 69,1 | 2,6 | 2,1 | 1,9 | 0,0 | 2,7 | 1,2 | 4,5  |
| 2006/07 | Ховентут             | Евролига             | 16  | 0   | 18,9 | 34,8 | 16,7 | 76,7 | 2,4 | 2,8 | 3,2 | 0,1 | 2,4 | 1,9 | 3,6  |
| 2007/08 | Все клубы            | Все лиги             | 55  | 39  | 22,6 | 39,9 | 28,2 | 79,0 | 3,3 | 4,1 | 2,1 | 0,3 | 2,6 | 2,1 | 9,4  |
| 2007/08 | Ховентут             | Чемпионат Испании    | 39  | 29  | 23,2 | 36,3 | 26,5 | 79,4 | 3,3 | 3,9 | 2,0 | 0,3 | 2,6 | 2,0 | 10,2 |
| 2007/08 | Ховентут             | Кубок Европы         | 16  | 10  | 20,9 | 53,1 | 36,0 | 77,1 | 3,4 | 4,5 | 2,4 | 0,1 | 2,6 | 2,6 | 7,6  |
| 2008/09 | Все клубы            | Все лиги             | 30  | 20  | 21,1 | 39,4 | 41,3 | 79,3 | 2,7 | 5,3 | 2,1 | 0,3 | 2,2 | 3,0 | 8,5  |
| 2008/09 | Ховентут             | Чемпионат Испании    | 25  | 18  | 22,7 | 40,0 | 41,7 | 80,6 | 2,7 | 5,8 | 2,2 | 0,3 | 2,4 | 3,1 | 9,8  |
| 2008/09 | Ховентут             | Евролига             | 5   | 2   | 13,3 | 30,0 | 33,3 | 62,5 | 2,4 | 2,8 | 1,8 | 0,0 | 1,4 | 2,4 | 2,4  |
| 2009/10 | Все клубы            | Все лиги             | 64  | 49  | 20,6 | 39,3 | 36,4 | 82,2 | 2,8 | 4,2 | 1,7 | 0,2 | 1,9 | 1,9 | 6,5  |
| 2009/10 | Барселона            | Чемпионат Испании    | 42  | 28  | 20,4 | 40,4 | 36,6 | 76,7 | 2,7 | 4,3 | 1,9 | 0,2 | 1,9 | 1,8 | 6,4  |
| 2009/10 | Барселона            | Евролига             | 22  | 21  | 20,9 | 37,0 | 35,8 | 89,3 | 3,0 | 4,1 | 1,4 | 0,0 | 2,0 | 2,1 | 6,8  |
| 2010/11 | Все клубы            | Все лиги             | 62  | 40  | 22,0 | 31,6 | 25,2 | 80,7 | 3,2 | 3,8 | 1,6 | 0,1 | 2,2 | 1,8 | 5,3  |
| 2010/11 | Барселона            | Чемпионат Испании    | 42  | 23  | 21,7 | 32,0 | 26,8 | 77,9 | 3,2 | 4,0 | 1,6 | 0,1 | 2,2 | 1,9 | 4,7  |
| 2010/11 | Барселона            | Евролига             | 20  | 17  | 22,8 | 31,0 | 22,4 | 83,6 | 3,2 | 3,6 | 1,7 | 0,1 | 2,4 | 1,8 | 6,5  |
| 2023/24 | Все клубы            | Все лиги             | 28  | 10  | 17,9 | 32,8 | 23,9 | 87,1 | 3,2 | 4,2 | 1,3 | 0,0 | 2,0 | 1,6 | 5,4  |
| 2023/24 | Барселона            | Чемпионат Испании    | 15  | 7   | 18,4 | 37,7 | 29,2 | 88,6 | 3,1 | 4,1 | 1,1 | 0,1 | 1,7 | 1,3 | 6,0  |
| 2023/24 | Барселона            | Евролига             | 13  | 3   | 17,3 | 27,4 | 18,2 | 85,2 | 3,2 | 4,3 | 1,4 | 0,0 | 2,2 | 2,0 | 4,7  |
| Всего | Всего                | Всего                | 312 | 178 | 20,2 | 37,3 | 30,5 | 79,0 | 2,9 | 3,7 | 1,8 | 0,1 | 2,2 | 1,9 | 6,3  |
| В Евролиге | В Евролиге           | В Евролиге           | 76  | 43  | 19,8 | 32,8 | 26,2 | 83,5 | 2,9 | 3,6 | 1,9 | 0,0 | 2,2 | 2,0 | 5,4  |
| В чемпионате Испании | В чемпионате Испании | В чемпионате Испании | 220 | 125 | 20,2 | 37,4 | 31,5 | 77,7 | 2,8 | 3,7 | 1,8 | 0,2 | 2,2 | 1,8 | 6,5  |
| Наведите курсор мыши на аббревиатуры в заголовке таблицы, чтобы прочесть их расшифровку Статистика приведена с сайта basketball.realgm.com |                      |                      |     |     |      |      |      |      |     |     |     |     |     |     |      |